# Julien Benneteau
Julien Benneteau (ur. 20 grudnia 1981 w Bourg-en-Bresse) – francuski tenisista, zwycięzca French Open 2014 w grze podwójnej, brązowy medalista igrzysk olimpijskich z Londynu (2012) w deblu, reprezentant Francji w Pucharze Davisa.

## Kariera tenisowa
Występując w gronie juniorów wygrał Benneteau US Open z 1999 roku w grze podwójnej wspólnie z Nicolasem Mahutem.
Karierę zawodową rozpoczął w roku 2000, a zakończył podczas US Open 2018.
Po kilku latach startów w turniejach niższej rangi (ITF Futures i ATP Challenger Tour) Benneteau awansował do czołowej setki rankingu światowego w 2004 roku. W roku 2008 po raz pierwszy w karierze awansował do finału turnieju ATP World Tour, w Casablance. Mecz o tytuł przegrał z rodakiem Gilles'em Simonem. W tym samym roku osiągnął również finał rozgrywek w Lyonie, jednak uległ Robinowi Söderlingowi. W roku 2009 doszedł do finału turnieju w Kitzbühel ponosząc porażkę z Guillermo Garcíą Lópezem, a na początku sezonu 2010 doszedł do finału w Marsylii, przegrywając z Michaëlem Llodrą. W sierpniu 2011 roku Benneteau osiągnął finał rozgrywek w Winston Salem, w którym nie sprostał Johnowi Isnerowi, natomiast w styczniu 2012 roku przegrał z Jarkko Nieminenem w finale turnieju w Sydney. We wrześniu 2012 roku Francuz awansował do kolejnego finału, w Kuala Lumpur, gdzie poniósł porażkę z Juanem Mónaco. Ósmy singlowy finał Francuz osiągnął w lutym 2013 roku w Rotterdamie, gdzie po drodze pokonał Rogera Federera. W pojedynku o tytuł nie sprostał Juanowi Martínowi del Potro. W tym samym sezonie dotarł Francuz, we wrześniu, do finału w Kuala Lumpur ponosząc porażkę w spotkaniu o tytuł z João Sousą. Rok później ponownie był w finale turnieju w Malezji, jednak tym razem był od niego lepszy Kei Nishikori. Najwyższą pozycję w rankingu singlistów Benneteau osiągnął w kwietniu 2012 roku – nr 26.
W grze podwójnej Benneteau wygrał dwanaście turniejów ATP World Tour oraz dziewięć razy był finalistą tych rozgrywek. W czerwcu 2014 roku został mistrzem Rolanda Garrosa, w parze z Édouardem Rogerem-Vasselinem. Finałowy pojedynek para wygrała z Marcelem Granollersem i Marcem Lópezem 6:3, 7:6(1). W 2016 roku został finalistą Wimbledonu. Najwyżej sklasyfikowany w zestawieniu deblistów Benneteau był na 5. miejscu w listopadzie 2014 roku.
W marcu 2010 roku Benneteau zadebiutował w reprezentacji Francji w Pucharze Davisa przeciwko Niemcom w pojedynku I rundy grupy światowej. Swój deblowy pojedynek z parą Philipp Kohlschreiber-Christopher Kas wygrał partnerując Michaëlowi Llodrze, natomiast w singlu pokonał Benjamina Beckera. Do końca 2012 roku Benneteau wystąpił w trzech meczach singlowych, z których dwa wygrał oraz pięciu spotkaniach deblowych, z których w trzech triumfował.
Na przełomie lipca i sierpnia 2012 roku wspólnie z Richardem Gasquetem zdobył brązowy medal XXX Letnich Igrzysk Olimpijskich w grze podwójnej. W meczu o trzecie miejsce pokonali debel David Ferrer-Feliciano López 7:6(4), 6:2.

### Finały w turniejach ATP World Tour
| Legenda                                      |
| -------------------------------------------- |
| Wielki Szlem                                 |
| Igrzyska olimpijskie                         |
| Tennis Masters Cup / ATP Finals              |
| ATP Masters Series / ATP Tour Masters 1000   |
| ATP International Series Gold / ATP Tour 500 |
| ATP International Series / ATP Tour 250      |

#### Gra pojedyncza (0–10)
| Końcowy wynik | Nr  | Data                 | Turniej       | Nawierzchnia    | Przeciwnik             | Wynik finału     |
| ------------- | --- | -------------------- | ------------- | --------------- | ---------------------- | ---------------- |
| Finalista     | 1.  | 25 maja 2008         | Casablanca    | Ceglana         | Gilles Simon           | 5:7, 2:6         |
| Finalista     | 2.  | 26 października 2008 | Lyon          | Dywanowa (hala) | Robin Söderling        | 3:6, 7:6(5), 1:6 |
| Finalista     | 3.  | 24 maja 2009         | Kitzbühel     | Ceglana         | Guillermo García-López | 6:3, 6:7(1), 3:6 |
| Finalista     | 4.  | 21 lutego 2010       | Marsylia      | Twarda (hala)   | Michaël Llodra         | 3:6, 4:6         |
| Finalista     | 5.  | 27 sierpnia 2011     | Winston-Salem | Twarda          | John Isner             | 6:4, 3:6, 4:6    |
| Finalista     | 6.  | 15 stycznia 2012     | Sydney        | Twarda          | Jarkko Nieminen        | 2:6, 5:7         |
| Finalista     | 7.  | 30 września 2012     | Kuala Lumpur  | Twarda (hala)   | Juan Mónaco            | 5:7, 6:4, 3:6    |
| Finalista     | 8.  | 17 lutego 2013       | Rotterdam     | Twarda (hala)   | Juan Martín del Potro  | 6:7(2), 3:6      |
| Finalista     | 9.  | 29 września 2013     | Kuala Lumpur  | Twarda (hala)   | João Sousa             | 6:2, 5:7, 4:6    |
| Finalista     | 10. | 28 września 2014     | Kuala Lumpur  | Twarda (hala)   | Kei Nishikori          | 6:7(4), 4:6      |

#### Gra podwójna (12–9)
| Końcowy wynik | Nr  | Data                 | Turniej            | Nawierzchnia    | Partner                | Przeciwnicy                          | Wynik finału       |
| ------------- | --- | -------------------- | ------------------ | --------------- | ---------------------- | ------------------------------------ | ------------------ |
| Zwycięzca     | 1.  | 5 października 2003  | Metz               | Twarda (hala)   | Nicolas Mahut          | Michaël Llodra Fabrice Santoro       | 7:6(2), 6:3        |
| Finalista     | 1.  | 12 października 2003 | Lyon               | Dywanowa (hala) | Nicolas Mahut          | Jonatan Erlich Andy Ram              | 1:6, 3:6           |
| Zwycięzca     | 2.  | 29 października 2006 | Lyon               | Dywanowa (hala) | Arnaud Clément         | František Čermák Jaroslav Levinský   | 6:2, 6:7(3), 10–7  |
| Finalista     | 2.  | 22 kwietnia 2007     | Monte Carlo        | Ceglana         | Richard Gasquet        | Bob Bryan Mike Bryan                 | 2:6, 1:6           |
| Zwycięzca     | 3.  | 9 marca 2008         | Las Vegas          | Twarda          | Michaël Llodra         | Bob Bryan Mike Bryan                 | 6:4, 4:6, 10–8     |
| Zwycięzca     | 4.  | 18 października 2009 | Szanghaj           | Twarda          | Jo-Wilfried Tsonga     | Mariusz Fyrstenberg Marcin Matkowski | 6:2, 6:4           |
| Zwycięzca     | 5.  | 1 listopada 2009     | Lyon               | Twarda (hala)   | Nicolas Mahut          | Arnaud Clément Sébastien Grosjean    | 6:4, 7:6(6)        |
| Zwycięzca     | 6.  | 21 lutego 2010       | Marsylia           | Twarda (hala)   | Michaël Llodra         | Julian Knowle Robert Lindstedt       | 6:4, 6:3           |
| Finalista     | 3.  | 15 sierpnia 2010     | Toronto            | Twarda          | Michaël Llodra         | Bob Bryan Mike Bryan                 | 5:7, 3:6           |
| Finalista     | 4.  | 20 lutego 2011       | Marsylia           | Twarda (hala)   | Jo-Wilfried Tsonga     | Robin Haase Ken Skupski              | 3:6, 7:6(4), 11–13 |
| Finalista     | 5.  | 13 listopada 2011    | Paryż              | Twarda (hala)   | Nicolas Mahut          | Rohan Bopanna Aisam-ul-Haq Qureshi   | 2:6, 4:6           |
| Zwycięzca     | 7.  | 21 kwietnia 2013     | Monte Carlo        | Ceglana         | Nenad Zimonjić         | Bob Bryan Mike Bryan                 | 4:6, 7:6(4), 14–12 |
| Zwycięzca     | 8.  | 4 sierpnia 2013      | Waszyngton         | Twarda          | Nenad Zimonjić         | Mardy Fish Radek Štěpánek            | 7:6(5), 7:5        |
| Zwycięzca     | 9.  | 23 lutego 2014       | Marsylia           | Twarda (hala)   | Édouard Roger-Vasselin | Paul Hanley Jonathan Marray          | 4:6, 7:6(6), 13–11 |
| Zwycięzca     | 10. | 8 czerwca 2014       | French Open, Paryż | Ceglana         | Édouard Roger-Vasselin | Marcel Granollers Marc López         | 6:3, 7:6(1)        |
| Finalista     | 6.  | 5 października 2014  | Pekin              | Twarda          | Vasek Pospisil         | Jean-Julien Rojer Horia Tecău        | 7:6(6), 5:7, 5–10  |
| Finalista     | 7.  | 12 października 2014 | Szanghaj           | Twarda          | Édouard Roger-Vasselin | Bob Bryan Mike Bryan                 | 3:6, 6:7(3)        |
| Finalista     | 8.  | 9 lipca 2016         | Wimbledon, Londyn  | Trawiasta       | Édouard Roger-Vasselin | Pierre-Hugues Herbert Nicolas Mahut  | 4:6, 6:7(1), 3:6   |
| Zwycięzca     | 11. | 26 lutego 2017       | Marsylia           | Twarda (hala)   | Nicolas Mahut          | Robin Haase Dominic Inglot           | 6:4, 6:7(9), 10–5  |
| Finalista     | 9.  | 25 czerwca 2017      | Londyn             | Trawiasta       | Édouard Roger-Vasselin | Jamie Murray Bruno Soares            | 2:6, 3:6           |
| Zwycięzca     | 12. | 24 września 2017     | Metz               | Twarda (hala)   | Édouard Roger-Vasselin | Wesley Koolhof Artem Sitak           | 7:5, 6:3           |

### Starty wielkoszlemowe (gra pojedyncza)
| Turniej         | 2000 | 2001 | 2002 | 2003 | 2004 | 2005 | 2006 | 2007 | 2008 | 2009 | 2010 | 2011 | 2012 | 2013 | 2014 | 2015 | 2016 | 2017 | 2018 | Wygrane turnieje | Bilans w turnieju |
| --------------- | ---- | ---- | ---- | ---- | ---- | ---- | ---- | ---- | ---- | ---- | ---- | ---- | ---- | ---- | ---- | ---- | ---- | ---- | ---- | ---------------- | ----------------- |
| Australian Open | –    | –    | –    | 1R   | –    | 1R   | 3R   | 1R   | 1R   | 1R   | 2R   | –    | 3R   | 3R   | 2R   | 1R   | 1R   | –    | 3R   | 0 / 13           | 10–13             |
| French Open     | –    | –    | 1R   | 1R   | 3R   | 1R   | QF   | 1R   | 4R   | 1R   | 2R   | 2R   | 3R   | 3R   | 1R   | –    | 1R   | 1R   | 2R   | 0 / 16           | 16–16             |
| Wimbledon       | –    | –    | –    | –    | 2R   | 1R   | 2R   | 1R   | 1R   | 1R   | 4R   | 2R   | 3R   | 2R   | 1R   | –    | 2R   | 1R   | 2R   | 0 / 14           | 11–14             |
| US Open         | –    | –    | –    | 1R   | 1R   | –    | 1R   | 1R   | 1R   | 3R   | 2R   | 3R   | 3R   | 3R   | 1R   | –    | 1R   | 1R   | 2R   | 0 / 14           | 10–14             |